# Saint-Christophe-du-Foc
Saint-Christophe-du-Foc är en kommun i departementet Manche i regionen Normandie i norra Frankrike. Kommunen ligger i kantonen Les Pieux som tillhör arrondissementet Cherbourg. År 2022 hade Saint-Christophe-du-Foc 412 invånare.

## Befolkningsutveckling
Antalet invånare i kommunen Saint-Christophe-du-Foc
| Referens: INSEE |